# 真夜中のドア
『真夜中のドア』（まよなかのドア）は、2006年7月19日にソニー・ミュージックレコーズから発売されたイーフェイの日本デビューシングル。テレビアニメタイアップ作品。

## 概要
- 表題曲「真夜中のドア」は2006年7月1日からテレビ東京系で放送されたテレビアニメ『出ましたっ!パワパフガールズZ』の第1期エンディングテーマ（第1話 - 第13話）。
- 初回限定仕様の特典は『出ましたっ!パワパフガールズZ』のアニメ絵柄ワイドラベルステッカー封入。非売品のサンプル盤でも2007年1月18日より再発行。
- 7月3日、CDの発売前に着うたで先行配信[2]。7月19日、サビバージョンの着うたを配信[3]。
- ミュージックビデオ（MV）を制作したが、CDには未収録。7月16日から7月31日まで街頭ビジョンで60秒のビデオクリップが流れた[4]。シングル発売日の正午より、「真夜中のドア」のフルビデオクリップとメイキング映像を24時間限定で同時公開[5]。

## 批評
CDジャーナルは、「今作「真夜中のドア」は、彼女のかわいい声がはずんでいる明るいポップ・ロック調のナンバーで、ラップ部分も本人が歌っている。イーフェイの瑞々しさと可能性を示した2曲。MIZUEと中野雄太が共作した「真夜中のドア」は恋する想いをパンキッシュな疾走感と激しさで表現し、松井五郎と和田将志が書いた「brightly」は一転、スローなメロディに乗せて少女の純真さを爽やかに描く。」と評した。

## 収録曲
1. 真夜中のドア [3:28]
作詞：MIZUE - 作曲：中野雄太 - 編曲：大友光悦
  - テレビ東京系アニメ『出ましたっ!パワパフガールズZ』の第1期エンディングテーマ
2. brightly [5:00]
作詞：松井五郎 - 作曲：和田将志 - 編曲：大友光悦
3. 真夜中のドア（Instrumental）
4. brightly（Instrumental）

## 収録アルバム
- 2006年9月6日に日本で発売したアルバム『All My Words』に表題曲「真夜中のドア」が収録されている。
- 2006年8月31日に中国で発売したアルバム『劉亦菲』に表題曲の中国語（北京語）版「泡芙女孩」が収録されている。